# Tuincentrum Overvecht

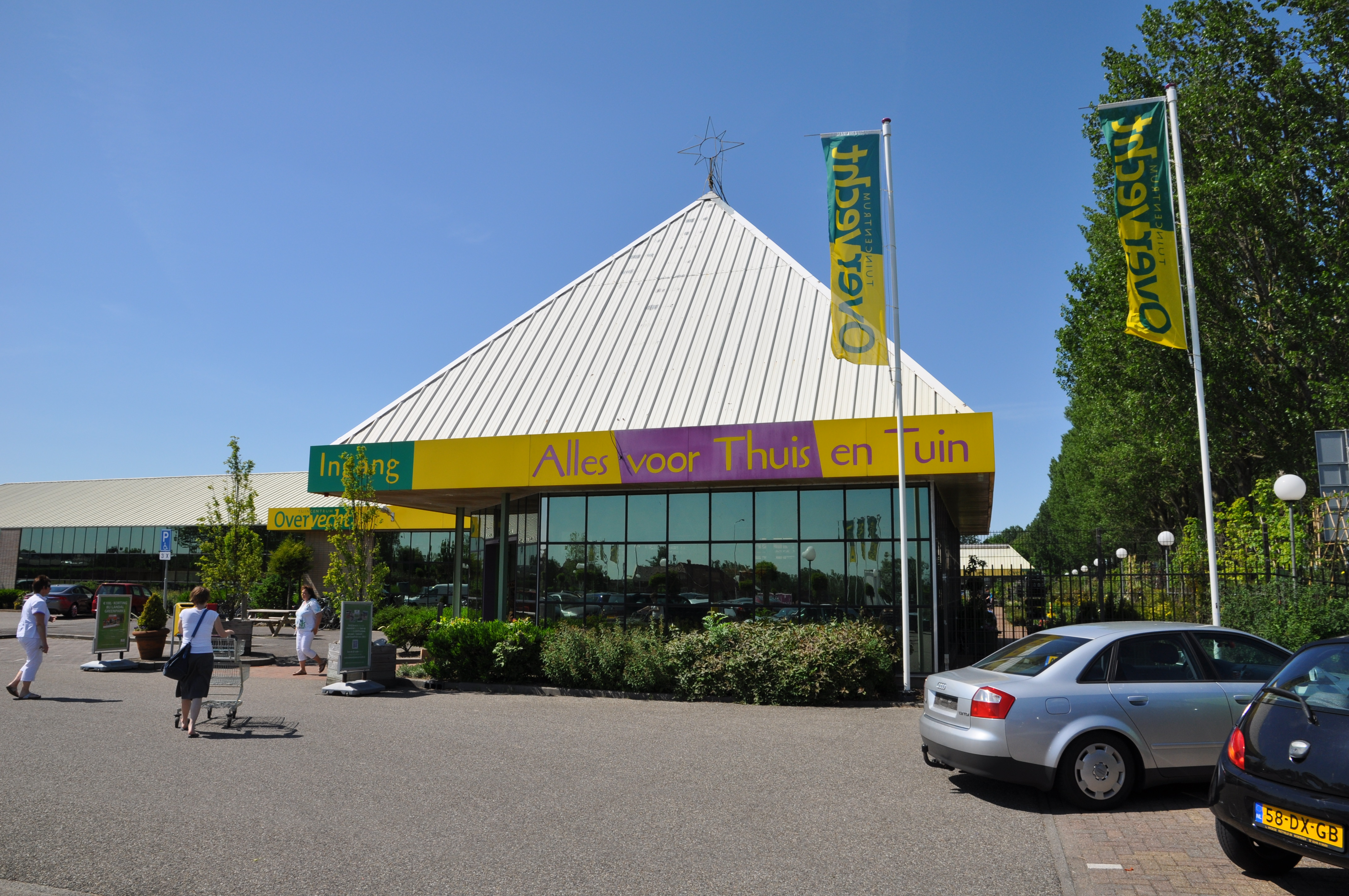
Voormalige vestiging in Montfoort

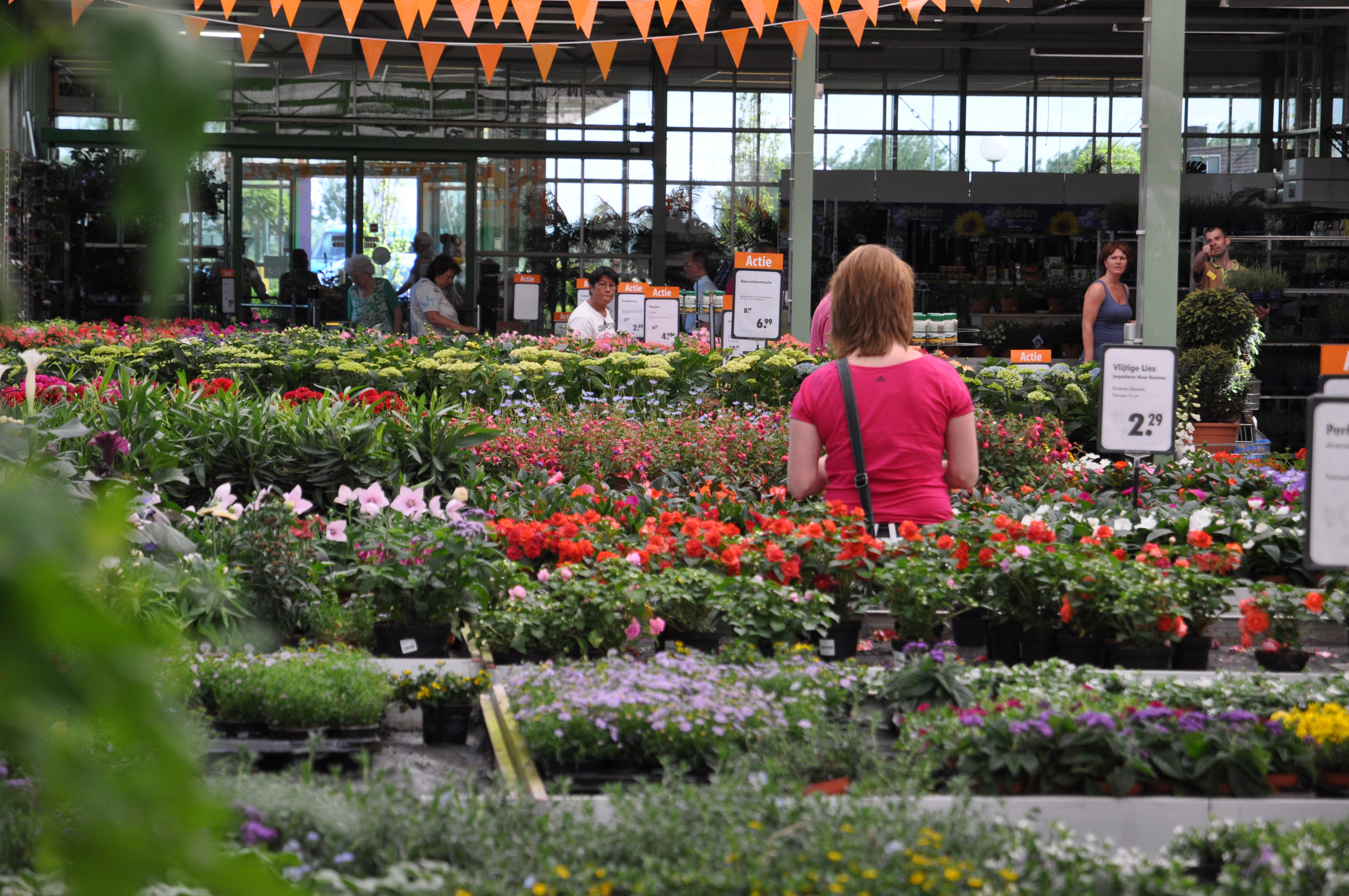
Verkoop van planten

Tuincentrum Overvecht is een Nederlandse winkelketen voor tuin- en dierbenodigdheden. De keten is in 1969 opgericht en in 2014 overgenomen door de BMG Holding BV.
De naam van de keten is afkomstig van de Utrechtse wijk Overvecht waar de eerste vestiging in 1969 werd geopend. Later kwamen er meer vestigingen bij, voornamelijk in de Randstad en de provincies Noord-Brabant en Noord-Holland. In januari 2007 nam Tuincentrum Overvecht vier vestigingen van Bos Tuin & Dier over. Deze werden omgebouwd om binnen de formule van de keten te passen. 
In 2019 sloot het filiaal van Tuincentrum Overvecht aan de Gageldijk in Overvecht, dat in 1969 als eerste vestiging werd geopend, zijn deuren. In 2024 resteren nog vijf vestigingen;  vier in Noord-Holland en 1 in Eemnes.
Eigenaar Borgeld Management Group (BMG) is een familiebedrijf dat ook andere ketens exploiteert, zoals Bo-mij (26 winkels), Bo-rent (65 winkels) en Ouke Baas Autoverhuur.

## Afbeeldingen

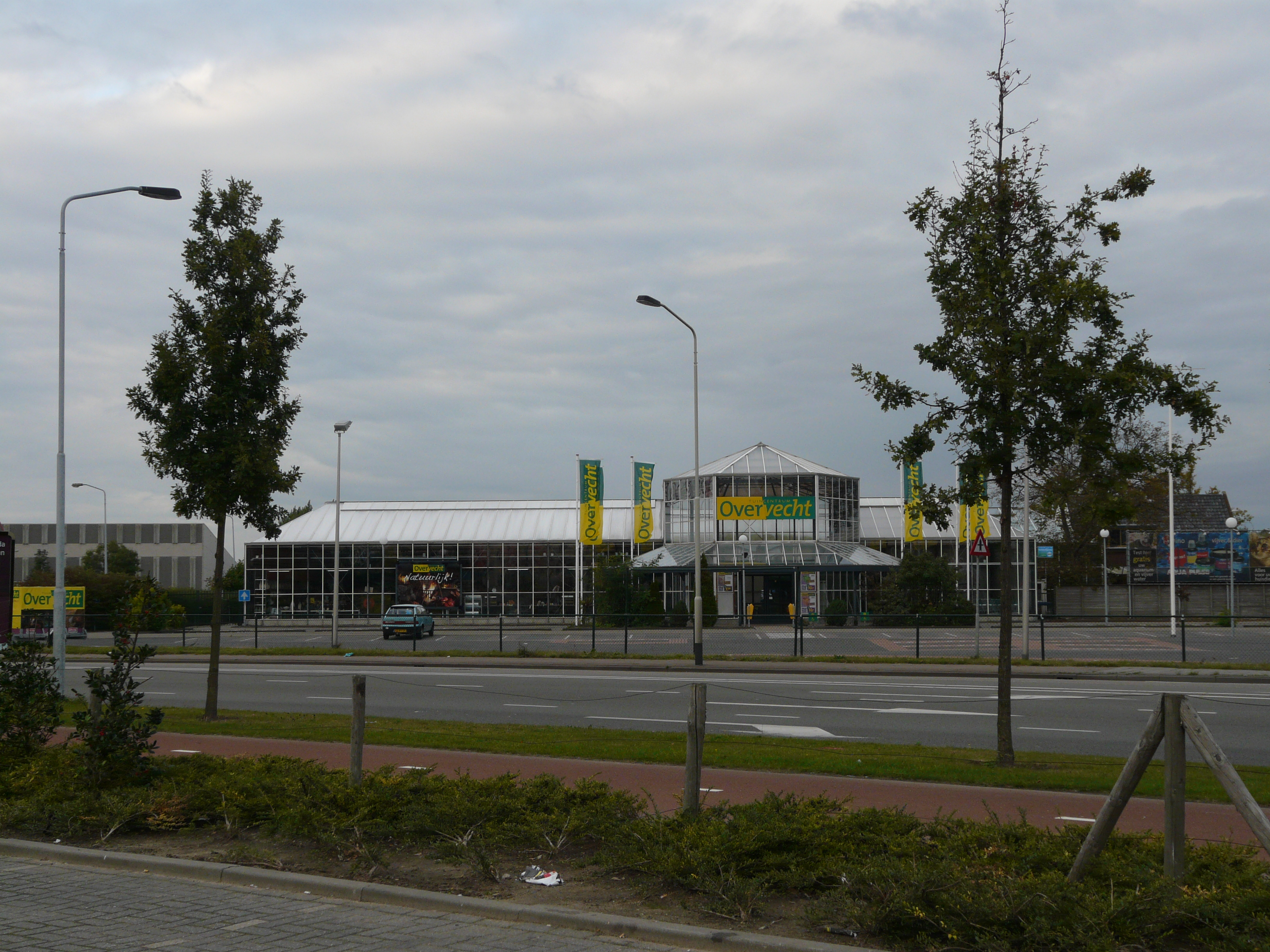
Voormalige vestiging Breda
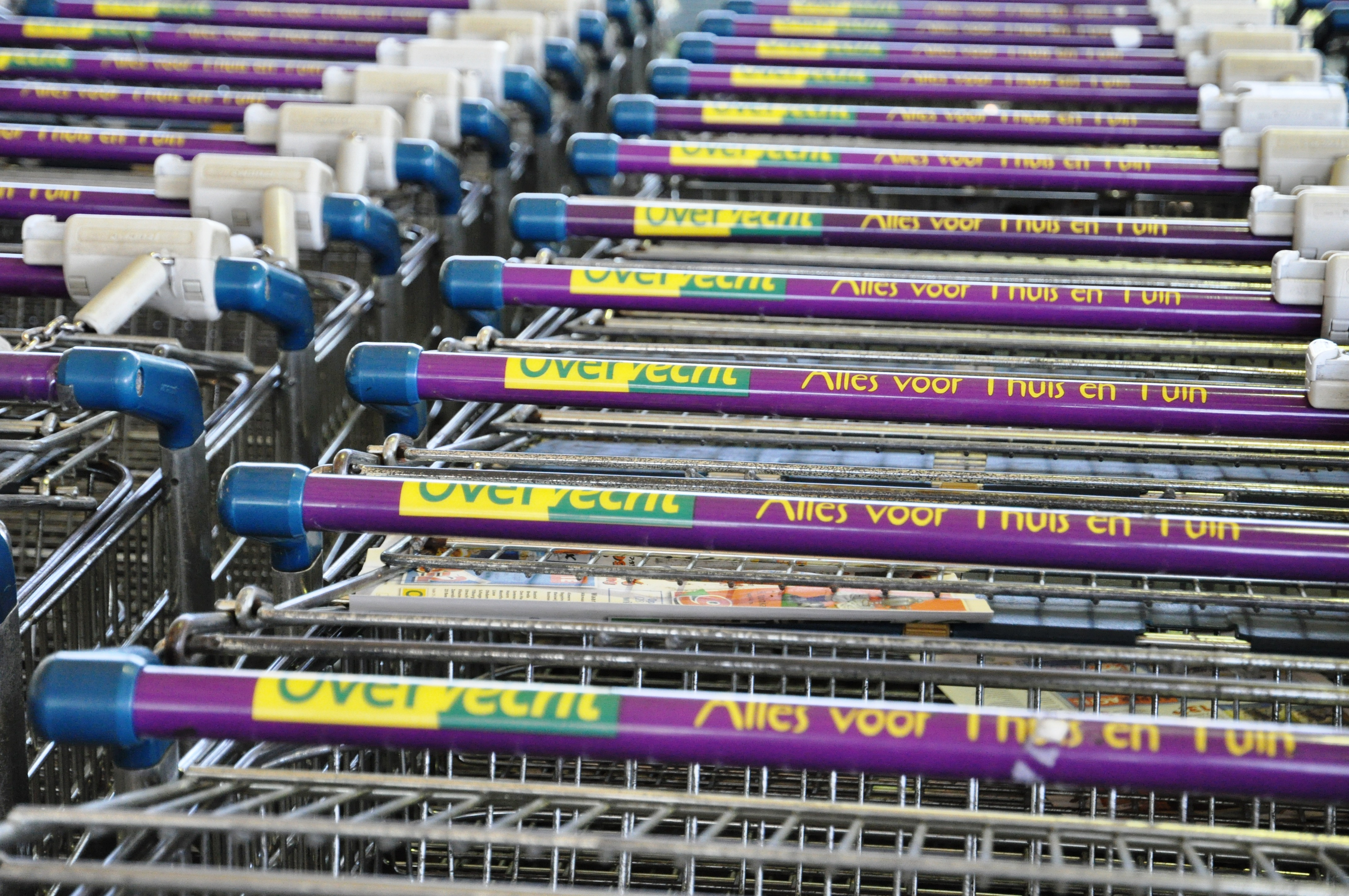
Winkelwagentjes met het bedrijfslogo
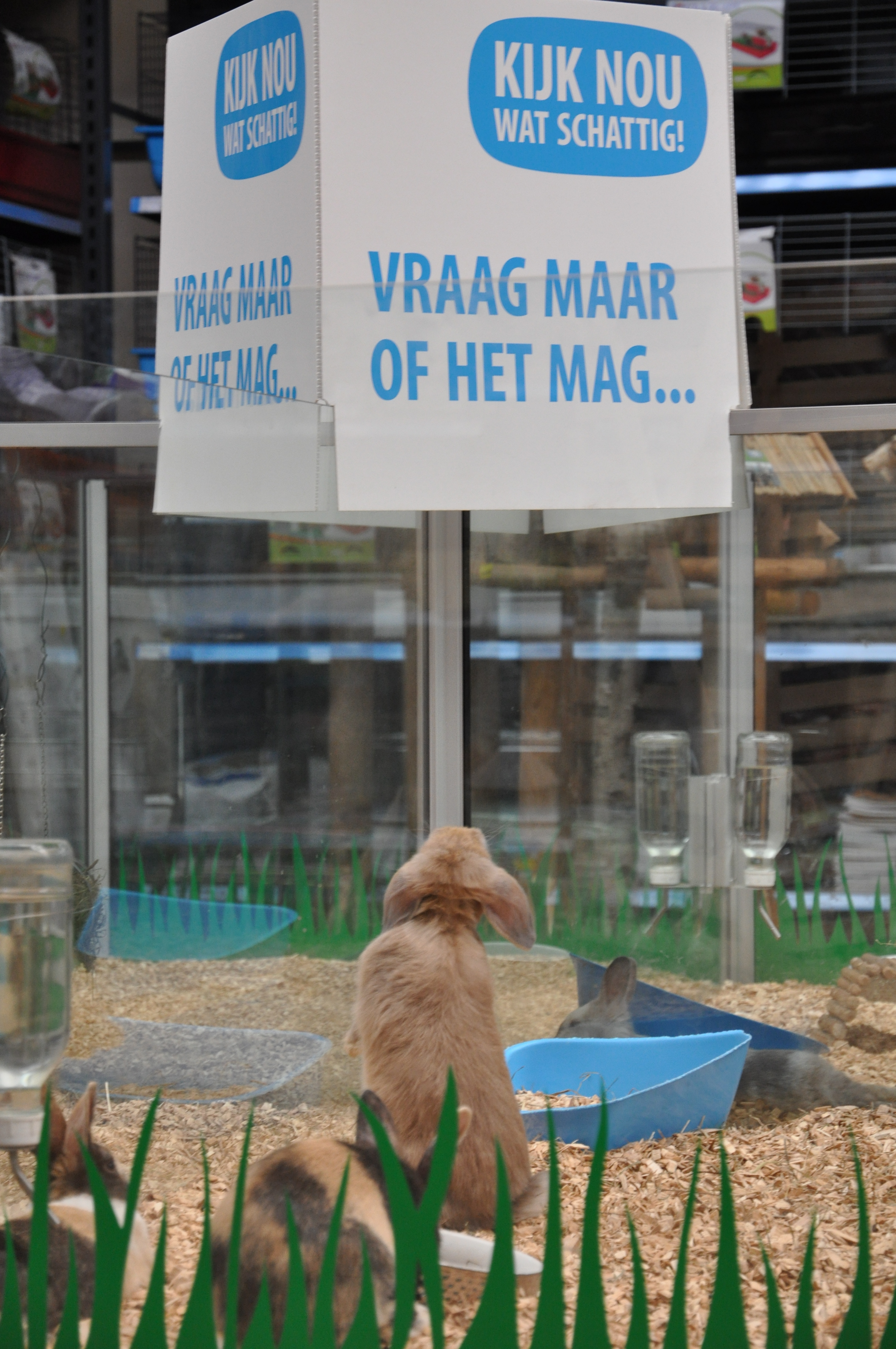
Verkoop van kleine huisdieren